# Amphiplica
Amphiplica is een geslacht van weekdieren uit de klasse van de Gastropoda (slakken).

## Soorten
- Amphiplica concentrica (Thiele, 1909)
- Amphiplica gordensis McLean, 1991
- Amphiplica knudseni McLean, 1988
- Amphiplica plutonica Leal & Harasewych, 1999
- Amphiplica venezuelensis McLean, 1988